# 姚淶
姚淶（1488年—1537年），字维东，号明山，浙江慈溪縣人，明朝政治人物、状元。

## 简历
工部右侍郎姚镆之子。明正德十一年（1516年）中举人，但之后多次会试均落第。嘉靖二年（1523年）高中进士第一（状元），授翰林院修撰。嘉靖三年（1524年），因大礼议之争失势，受廷杖、下诏狱。复官后，充经筵讲官，迁左春坊左谕德，侍读学士。
嘉靖十年（1531年）姚涞上著名的《论元世祖不当与古帝王同祀疏》。曾主持北冀乡试，取士甚多，所取试文一时为天下范式。嘉靖十六年（1537年）父丧，辞官回乡。同年卒。

## 佚事
传说文徵明被召入翰林院，因为不是科举正途出身，而受到姚涞、杨维聪的羞辱。二人放言：“我衙门不是画院，乃客画匠处此。”唯有黄佐、陈沂、马汝骥与文徵明酬唱甚欢，并说二人“只会中状元，更無餘物。”

## 家族
曾祖姚悌，赠右副都御史。祖父姚墅，赠主事，加赠右副都御史。父姚鏌，工部右侍郎。母张氏，赠安人，加赠淑人；继母汪氏，封安人，赠淑人。严侍下。弟汲、滚。

## 著作
- 《姚涞文集》八卷
- 《诸边图》
- 《明山文集》
- 《国朝人物考》